# Ladislav Drlý
Ladislav Drlý (* 28. listopadu 1953) je zastupitel města Chomutov a v letech 2008 až 2020 zastupitel Ústeckého kraje, bývalý senátor za Senátní obvod č. 5 – Chomutov a člen KSČM.
V letech 1996–2000 zastával funkci člena horní komory českého parlamentu, kde pracoval ve Výboru pro hospodářství, zemědělství a dopravu. Hlasoval proti vstupu České republiky do NATO. V roce 2000 svůj mandát ve volbách obhajoval, a přestože první kolo vyhrál 32,34 % hlasů, ve druhém kole jej porazil tehdejší starosta Chomutova Alexandr Novák.
V roce 2008 se stal zastupitelem Ústeckého kraje, kde je členem investiční komise a finančního výboru. Působí také v zastupitelstvu města Chomutov, kde se stal předsedou Kontrolního výboru. V krajských volbách v roce 2016 obhájil za KSČM post zastupitele Ústeckého kraje. Dne 21. listopadu 2016 byl opět zvolen radním kraje pro oblast investic a majetku. Ve volbách v roce 2020 však již nekandidoval. Skončil tak i v pozici radního kraje.